# Батъл Бийст
„Батъл Бийст“ (на английски: Battle Beast) е финландска хеви- и пауърметъл група, основана в Хелзинки през 2008 г. Музикалният ѝ стил се основава на елементи от хардрока от 80-те години. Дебютният албум Steel е издаден във Финландия през 2011 г. чрез финландския лейбъл Hype Records. В края на 2011 г. „Нюклиър Бласт“ подписва с групата и издава дебютния албум (с променена обложка) по целия свят през януари 2012 г.
Групата печели няколко награди, включително конкурса за новодошли на Фестивала във Вакен. През 2012 г. тя участва като подгряваща група на европейското и руското турне за Imaginaerum на „Найтуиш“.
По отношение на съдържанието, много песни като Eclipse, The Black Swordsman или Band of the Hawk са базирани на историята на мангата или анимето Berserk, в която Гътс, Черният мечоносец, отмъщава след затъмнение за жертвата на групата наемници, която го е взела. Тази група наемници е била известна като „Соколите“ или на английски The Band of the Hawk.

## История на групата
Юсо, Пири и Антон започват да правят музика заедно, когато са тийнейджъри. През пролетта на 2008 Ните Вало се присъединява към групата и са записани първите демо песни. След няколко смени на басиста и кийбордиста Ееро Сипила и Йоона Бьоркрот също се присъединяват към групата. След като печелят Wacken Metal Battle през 2010 г., музикантите подписват първия си договор за запис с финландския лейбъл Hype Records през есента същата година.
През август 2012 г. певицата Ните Вало обявява, че напуска групата, за да се концентрира повече върху семейния си живот. Нура Лухимо е назначена за неин наследник.

## Дискография
| Заглавие                  | Лейбъл                    | От   |
| ------------------------- | ------------------------- | ---- |
| Steel                     | Hype Records              | 2011 |
| Battle Beast              | Warner Music Finland, WEA | 2013 |
| Unholy Savior             | Nuclear Blast             | 2015 |
| Bringer Of Pain           | Nuclear Blast             | 2017 |
| No More Hollywood Endings | Nuclear Blast             | 2019 |
| Circus Of Doom            | Nuclear Blast             | 2022 |

## Галерия
- Певицата Нура Лухимо
- Басистът Ееро Сипила
- Барабанист Пири Вик
- Китаристът Йоона Бьоркрот
- Клавирист Яне Бьоркрот
- Китаристът Юсо Сойнио (вдясно)